# Cadet Rousselle (émission de télévision)
Pour les articles homonymes, voir Cadet Rousselle (homonymie).
Cadet Rousselle est une émission de variétés conçue et produite par Guy Lux et Jacqueline Duforest, présentée par Guy Lux et Sophie Darel et diffusée chaque semaine du 4 novembre 1971 au 21 juin 1973 sur la deuxième chaine de l'ORTF. Au cours de cette émission, les téléspectateurs pouvaient voter pour des chansons qui étaient toutes interprétées en direct.

## Concept
Lancé en noir et blanc, ce divertissement hebdomadaire reprenait le principe du Palmarès des chansons : une émission conviviale, réalisée en direct, destinée à un public large, où se succédaient les artistes à la mode, les anciennes vedettes et les humoristes, le tout animé par un duo mixte mêlant dynamisme et proximité, échangeant régulièrement avec le public ou les personnes présentes sur scène (notamment Raymond Lefèvre, qui dirigeait l'orchestre). Seule variante ici : l'arrivée de la musique classique.
Cadet Rousselle, du nom du célèbre chant de l'armée du XIXe siècle, faisait venir sur scène les artistes les plus divers (vedettes de la chanson françaises ou étrangères, artistes lyriques, acteurs, etc.) entrecoupés d'intermèdes humoristiques. Parmi les fantaisistes qui se succédèrent dans le costume de Cadet Rousselle, on pouvait reconnaître Sim et Patrick Topaloff. 
Son principe de départ était de faire voter un Jury de personnalités, le public présent dans la salle et les téléspectateurs, grâce à un système de cartes perforées, pour leurs chansons et musiques préférées. À la fin, on connaissait le nom du vainqueur entre un grand compositeur classique et un chanteur comme Sheila, Johnny Hallyday, Sylvie Vartan, Claude François, Dalida, Michel Delpech, Mike Brant ou Demis Roussos, etc. Les artistes étaient accompagnés par un orchestre sous la direction de Raymond Lefèvre, qui avait également composé le générique de l'émission. Les « grands prix » de quatre chansons interprétées par de jeunes révélations se succédaient jusqu'au « coup de chapeau » à la grande vedette de la semaine.
Diffusé en couleur dans sa dernière saison, Cadet Rousselle quitta la grille des programmes en juin 1973.

## Fiche technique
- Titre original : Cadet Rousselle
- Concept : Guy Lux et Jacqueline Duforest
- Présentation : Guy Lux et Sophie Darel
- Réalisation : Claude Fayard, Georges Barrier
- Chef de production : Pierre Terrier
- Conseillers à la production : Pierre Arto, Roger Brécourt, Léla Milcic et André Vuillermin
- Atelier de production : Marie-Denyse Wanda
- Ingénieur du son : Claude Marco, assisté de Bernard Adhémar et Arlette Adrian
- Ingénieur vision : Bernard Iung et Michel Burgé
- Chef éclairagiste : Guy André
- Régie lumière : Jacques Marinovic
- Cadreurs : Nicolas Cahen, Jean-C. Couchoud, Philippe Dumolard, Alain Grazide, Philippe Lemoine et Maxime Schiff
- Chef de plateau : Jean-P. Jullien
- Chef machiniste : Joseph Otavy
- Effets spéciaux : Michel Camier
- Directeur de la photo : Lucien Billard
- Scripte : Marianne Fossorier
- Chorégraphie : Marylène Arto et Josette Amiel, de l'Opéra de Paris
- Ensemblier : Robert Voisin
- Décors : René Benaïm et Jean-François Cousserant
- Costumes : Jean-Claude Sotto
- Musique et orchestration : Raymond Lefèvre
- Chœurs : Les Fléchettes
- Intermèdes humoristiques : Sim, Patrick Topaloff, Thierry Le Luron, Les Charlots